# Eurybia carolina
Eurybia carolina is een vlindersoort uit de familie van de prachtvlinders (Riodinidae), onderfamilie Riodininae.
Eurybia carolina werd in 1824 beschreven door Godart.